# غوردون نيويل موت
غوردون نيويل موت هو محامي وقاضي وسياسي أمريكي، ولد في 21 أكتوبر 1812 في زانيسفيل في الولايات المتحدة، وتوفي في 27 أبريل 1887 في سان فرانسيسكو في الولايات المتحدة. نشط حزبياً في الحزب الجمهوري. وقد انتخب Non-voting members of the United States House of Representatives ‏.